# Embalse de la Concepción
El embalse de la Concepción es un embalse situado en el término municipal de Istán, en la provincia de Málaga, España. 
La Concepción tiene una capacidad de 57 hm³ y una superficie de 214 ha. Afecta a una longitud de 5 km del río Verde, sobre el que se encuentra situado. Además del río Verde, recibe aguas de los ríos Guadaiza, Guadalmina y Guadalmansa, que aportan un 60% del total de agua.
El embalse abastece a varios municipios de la Costa del Sol: Marbella, Benalmádena, Fuengirola, Mijas, Benahavís, Estepona, Casares y Manilva.